# Abroma
Abroma (Abroma) – monotypowy rodzaj roślin z rodziny ślazowatych (Malvaceae) obejmujący tylko jeden gatunek – Abroma augusta (L.) L.f.. Roślina ta występuje w tropikalnej Azji i Australii. Jej kora jest wykorzystywana do produkcji włókna.